# Staticobium gmelini
Staticobium gmelini är en insektsart. Staticobium gmelini ingår i släktet Staticobium och familjen långrörsbladlöss. Inga underarter finns listade i Catalogue of Life.